# Alucarda – Tochter der Finsternis
Alucarda – Tochter der Finsternis (Originaltitel Alucarda, la hija de las tinieblas, meist abgekürzt nur Alucarda) ist ein mexikanischer Horrorfilm von Juan López Moctezuma mit satanischen Inhalten aus dem Jahr 1977 und basiert lose auf der Novelle Carmilla von Sheridan Le Fanu. Der Name des Films und der gleichnamigen Hauptfigur spielt auf das häufig verwendete Ananym Alucard des Namens Dracula an und enthält weitere inhaltliche wie charakterliche Anspielungen auf den Roman. Der Film steht dem Nunsploitation-Genre nahe und gilt als Kultfilm.

## Handlung
Im Jahr 1850 wird Alucarda als einzige Tochter der Lucy Westenra allein in einem verlassenen Gebäude in einem Waldgebiet geboren. Ihre Mutter fleht einen sich ebenfalls im Gebäude aufhaltenden Landstreicher an, ihre Tochter zu einem nahegelegenen Konvent zu bringen, da sie fürchtet, dass ihre Tochter vom Teufel besessen werden könnte. Während dieser Alucarda zum Konvent bringt, stirbt die im Gebäude zurückbleibende Mutter und dämonische Geräusche und Stimmen hallen durch das Gebäude.
Jahre später lebt die inzwischen fünfzehnjährige Alucarda noch immer im heruntergekommenen Konvent, das gar einem Gefängnis gleicht und scheint tatsächlich der Besessenheit entkommen zu sein. Als die gleichaltrige Waise Justine im Konvent eintrifft, freunden sich die beiden schnell an, Alucarda bezeichnet ihre Freundin nun immer wieder als „Schwester“ und scheint zudem sexuelle Neigungen zu ihr zu entwickeln. Beim Spielen im Wald treffen die Mädchen auf den Landstreicher, der einst Alucarda zum Konvent brachte. Dieser bietet ihr ein Amulett an, das sie angeblich vor den Dämonen schütze, die in großer Zahl wie Wölfe durch den Wald streiften. Zudem überlässt er Alucarda ein Messer und weist sie darauf hin, dass sie aus dem Wald stamme und an ihrem nahen Geburtsort Wesen auf sie warten würden, um die sie sich „kümmern“ müsse. Schockiert von dieser Aussage flüchtet Alucarda zusammen mit Justine tiefer in den Wald und kommt, offensichtlich vom Landstreicher geleitet, der sich als der Teufel in Menschengestalt entpuppt, an dem verlassenen Gebäude an, in dem sie einst geboren wurde. Alucarda gesteht Justine schließlich ihre Liebe und schließt mit Justine einen Pakt, dass die beiden nur gemeinsam sterben sollen. In der Gruft öffnet Alucarda trotz Justines Bedenken den dortigen Sarg, nicht wissend, dass es sich dabei um den Sarg ihrer Mutter Lucy Westenra handelt. Sofort wird Alucarda von den übernatürlichen Kräften übermannt, die einst von ihrer Mutter Besitz ergriffen hatten.
Während einer späteren Messe zurück im Konvent fällt Justine plötzlich ohne Vorwarnung in Ohnmacht. Während Alucarda sie in ihr Zimmer begleitet, beginnt diese plötzlich Zeichen von Besessenheit zu zeigen. Im Zimmer erscheint plötzlich der Landstreicher und leitet die beiden Mädchen an, unbekleidet ein Blutritual durchführen. Gleichzeitig hat die in einem anderen Raum betende Schwester Angélica Visionen, wie Alucarda und Justine im Wald mit den Landstreichern satanische Rituale durchführen und später Teil einer Orgie werden. Zudem tritt der Teufel nun als gehörnte, stark behaarte Gestalt auf.
Am nächsten Morgen beginnen Alucarda und Justine plötzlich während des Unterrichts mit satanischen Gesängen, was bei den anwesenden Ordensleuten Entsetzen auslöst. Während der anschließenden Beichte versucht Alucarda ohne Erfolg, Pater Lázaro sexuell zu verführen. Davon schockiert führen der Pater und die Schwestern untereinander nun Selbstgeißelung als Bestrafung dafür durch, dass es offensichtlich nicht gelungen war, die Mädchen von satanischen Einflüssen sowie den Teufel aus dem Konvent fernzuhalten. Im anschließend von Pater Lázaro angeordneten Exorzismus wird Justine tödlich verletzt und der herbeigerufene Arzt Dr. Oszek kann als moderner Wissenschaftler angewidert von der sadistischen und archaischen Praxis nur noch ihren Tod feststellen. Außerdem nimmt er Alucarda zu sich mit in Angst, dass sie vermutlich ebenfalls einen letztendlich tödlichen Exorzismus durchmachen müsse.
Alucarda erwacht verwirrt und desorientiert im Hause von Dr. Oszek und trifft dort auf dessen blinde Tochter Daniela. Währenddessen wird der Arzt wieder zum Konvent bestellt, da die Leiche von Justine verschwunden ist und Schwester Germana lebendig verbrannt im Obergeschoss aufgefunden wurde. Als Letztere während der Untersuchung plötzlich wieder lebendig wird und die Umstehenden angreift, wird die untote Schwester schließlich von Pater Lázaro geköpft. Von diesem Erlebnis schockiert beginnt Dr. Oszek nun an seinen bisher rein wissenschaftlichen Erklärungen für die Vorkommnisse zu zweifeln und eilt nach Hause, um seine Tochter zu beschützen, muss jedoch feststellen, dass diese bereits zusammen mit Alucarda verschwunden ist.
Der Arzt wird auf der Suche nach seiner Tochter von den Nonnen zum verlassenen Gebäude im Wald geführt, da Alucarda sich dort oft aufgehalten habe. Schwester Angélica stößt dort auf den nun blutgefüllten Sarg, in dem sich Justines Leiche befindet. Diese hat sich inzwischen in einen Vampir verwandelt und versucht Schwester Angélica anzugreifen. Diese kann jedoch durch ihren unerschütterlichen Glauben den Angriff abwehren. Dr. Oszek übergießt Justine mit Weihwasser, wodurch diese sich unter lautem Schreien schließlich auflöst, jedoch nicht ohne vorher Schwester Angélica in den Hals gebissen zu haben. Ihr im Anschluss ohnmächtiger Körper wird von Mönchen zurück zum Konvent gebracht, wo inzwischen auch Alucarda mit Daniela eingetroffen ist. In Wut über Justines Tod beginnt Alucarda mit übersinnlichen Kräften das Konvent zu zerstören und tötet viele der Ordensleute durch Selbstentzündung. Deren Versuche, das Mädchen durch Beten oder Weihwasser zu stoppen, schlagen fehl. Schließlich jedoch wird die inzwischen verstorbene Schwester Angélica von einigen Ordensleuten als Kruzifix emporgehoben. Bei diesem Anblick wird Alucarda plötzlich von gewaltigem Kummer übermannt, was sich in einem manischen Wutausbruch am Fuße des brennenden Altarkreuzes widerspiegelt. Letztendlich bricht Alucarda leblos zusammen und versinkt unter den fassungslosen Blicken von Pater Lázaro und Dr. Oszek im Boden.

## Rezeption

### Veröffentlichung
Der Film feierte am 10. März 1977 Weltpremiere beim „Festival of Fantastic Films“ in Paris und erschien erst ein Jahr später am 26. Januar 1978 im Produktionsland Mexiko. In Deutschland wurde er nie im Kino gezeigt und erschien erst 2009 zum ersten Mal offiziell auf DVD. In Nordamerika wurde der Film zudem unter Alternativtiteln wie Sisters of Satan, Innocents from Hell oder Mark of the Devil 3 veröffentlicht.

### Kritik
„Als Teil der vielleicht blasphemischsten und entsetzlichen Darstellungen des Katholizismus, die je auf einer Leinwand zu sehen waren, zeigt Alucarda das Christentum als wahnsinnigen Kult in dem insbesondere Frauen sehr leicht zum Opfer werden können. Die hysterische Masse an Nonnen ist sowohl eine Darstellung historischer Ungerechtigkeiten als auch ein Symptom schmerzlicher Entfremdung.“

„ALUCARDA bedient viele Märkte: Mit den Blasphemien und Exorzismen werden die Anhänger des filmisch Okkulten zufrieden gestellt. Mit der virtuosen, aber auch extravaganten Inszenierung dürften gar Jodorowsky - Jünger auf ihre Kosten kommen und wegen der Nonnen, die hier verbrannt, bespuckt, gezüchtigt werden die Freunde des Nunsploitation feuchte Höschen kriegen. Ein Markt wird dieses Werk allerdings meiden wie der Teufel das Weihwasser, nämlich der Mainstream. Für diesen dürfte ALUCARDA viel zu laut, zu lesbisch, zu satanisch sein. Und so muss es auch sein - der Kult gehört uns!“

## Soundtrack
Der Soundtrack von Anthony Guefen ist ein typischer Vertreter der Low-Budget-Vertonung der 1970er-Jahre und besteht aus einfachen Klangflächen eingespielt mit Streicherkeyboard, Synthesizer und Elektronischer Orgel. Eine erkennbare Titelmelodie bzw. wiederkehrende musikalische Themata werden nicht verwendet und der Soundtrack wurde nie offiziell eigenständig veröffentlicht.